# Молодёжная классификация Вуэльта Испании
Молодёжная классификация Вуэльта Испании (исп. Clasificación de los jóvenes) разыгрывается в рамках Вуэльта  с 2017 года. Расчёт классификации производится аналогично генеральной, в настоящие время учитываются результаты гонщиков в возрасте до 25 лет на 1 января года, в который проводится гонка. Лидер классификации носит белую майку (исп. maillot blanc).

## История
Данный зачёт самый молодой на гонке. Изначально лидер зачёта получал красный номер. С 2019 года лидер классификации начинает награждаться белой майкой.
Первым победителем в 2017 году стал колумбиец Мигель Анхель Лопес, занвший 8-е место генеральном зачёте. Через год оба призовых места в общем зачёте достались молодым гонщикам. Победителем номинации стал испанец Энрик Мас, опередивший прошлогоднего лауреат Лопеса. 

## Победители

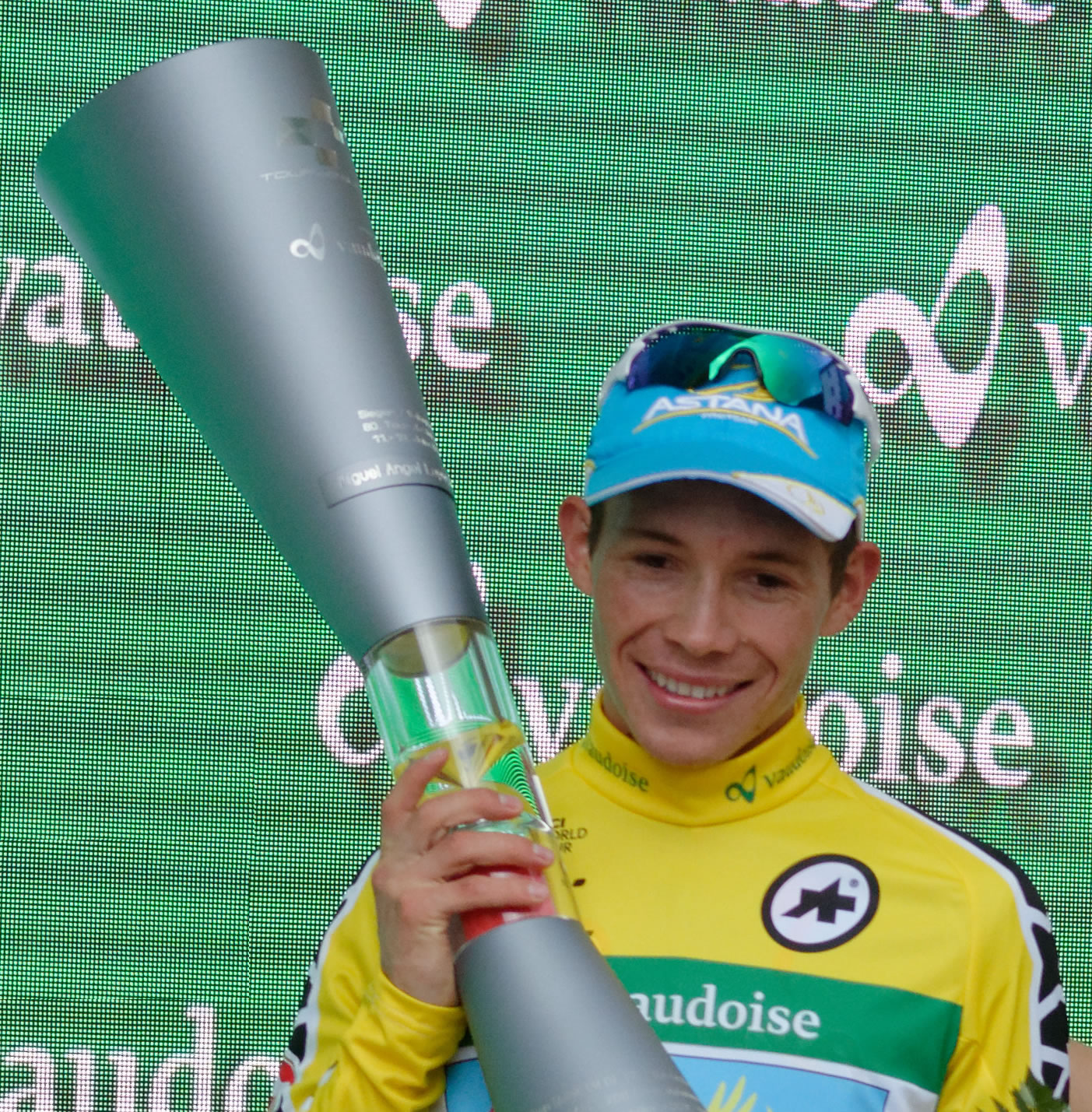
Мигель Анхель Лопес

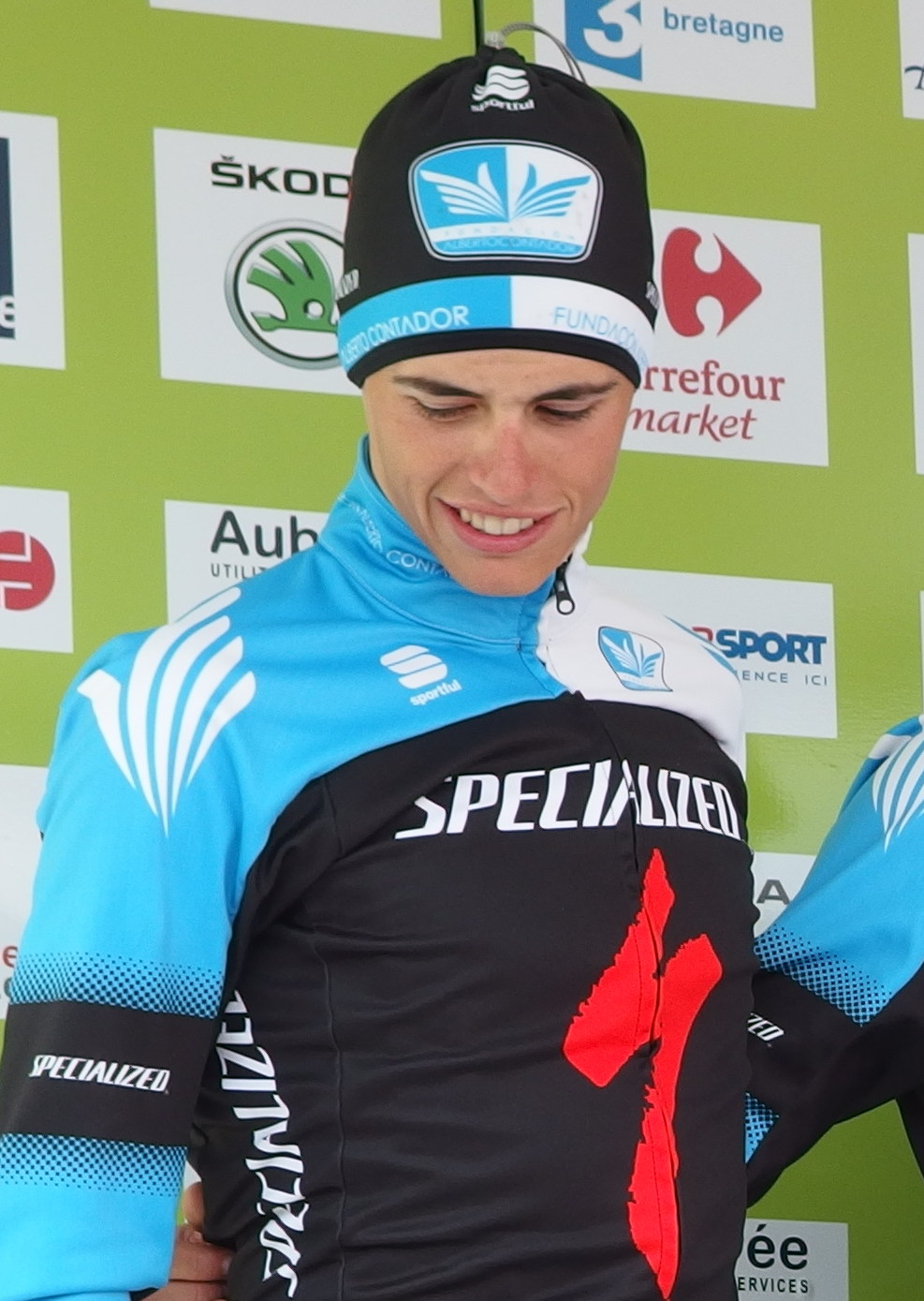
Энрик Мас

| Год           | Спортсмен           | Команда           | Другие классификации |
| Красный номер |                     |                   |                      |
| ------------- | ------------------- | ----------------- | -------------------- |
| 2017          | Мигель Анхель Лопес | Astana Pro Team   | —                    |
| 2018          | Энрик Мас           | Quick-Step Floors | —                    |
| Белая майка   |                     |                   |                      |
| 2019          |                     |                   |                      |

## Рекорд побед
После Вуэльта Испании 2018

### Индивидуально
| № | Гонщик              | Страна   | Число побед | Годы |
| - | ------------------- | -------- | ----------- | ---- |
| 1 | Мигель Анхель Лопес | Колумбия | 1           | 2017 |
| 1 | Энрик Мас           | Испания  | 1           | 2018 |

### По странам
| № | Страна   | Число побед |
| - | -------- | ----------- |
| 1 | Испания  | 1           |
| 1 | Колумбия | 1           |

## Спонсоры
- 2017-2018 : AS
- 2019- : Feníe Energía